# Louis Mandin
Louis Mandin, né le 14 avril 1872 à Paris et mort le 28 juin 1943 au bagne de Sonnenburg, est un poète français.

## Biographie
Mandin grandit dans la Creuse, à Bussière-Dunoise où il est clerc de notaire pendant six ans. Il devient ensuite attaché parlementaire du député creusois Alphonse Defumade (1844-1923), qui le fait monter à Paris où il publie ses premiers poèmes.
Il est publié par la revue Pan (no 2, 1909). Il publie avec son ami Paul Fort, une Histoire de la poésie depuis 1850 (1926), et en 1927 L'aurore du soir, la caresse de jouvence, préfacé par son beau-frère, le poète essayiste Francisco Contreras Valenzuela.
Louis Mandin a théorisé le vers de 14 syllabes, d'une césure de 6/8, qui sera dénommé vers "mandinien". Paul Léautaud le retient pour son anthologie Poètes d'aujourd'hui.
Il produit d'autres écrits dont le roman Le Lion et son Jean-Fille (1932).
Louis Mandin était également secrétaire de rédaction au Mercure de France. 
N’acceptant pas la défaite de 1940, le poète a fondé un des tout premiers réseaux de résistance, La Vérité française; parmi ses compagnons, un autre creusois, le docteur Julien Lafaye, originaire de Saint-Étienne-de-Fursac. Ils auront le temps de faire paraître 32 numéros de leur journal clandestin, avant d’être dénoncés et arrêtés. Louis Mandin, arrêté le 25 novembre 1941, déporté en septembre 1942, sera battu à mort par un détenu polonais au service des nazis, le 28 juin 1943.
Son épouse, la ribéracoise Marie Louise Alphonse, arrêtée avec lui le 25 novembre 1941, incarcérée à Fresnes, déportée le 17 septembre 1942 à la prison de Karlsruhe puis aux bagnes d'Anrath, Lübeck-Lauerhof, Cottbus et aux camps de Ravensbrück et de Mauthausen, mourra au camp de Bergen-Belsen en avril 1945.

## Poésie
- 1905, Les Sommeils, La Plume, Paris.
- 1907, Ombres voluptueuses, Sansot, Paris.
- 1909, Vision de la vie que j’étais, il y a 1900 ans, Akademos, 1909.
- 1912, Ariel esclave, Société du Mercure de France, Paris.
- 1914, Les Saisons ferventes, Société du Mercure de France, Paris.
- 1920, Notre passion, Renaissance du Livre, Paris.
- 1927, La Caresse de jouvence, éditions de La Phalange, Paris.
- 1927, Histoire de la Poésie française depuis 1850, en collaboration avec Paul Fort, Flammarion, Paris.
- 1938, L'Aurore du soir, florilège personnel de ses œuvres.